# Dobrujevac (gmina Boljevac)
Dobrujevac (cyr. Добрујевац) – wieś w Serbii, w okręgu zajeczarskim, w gminie Boljevac. W 2011 roku liczyła 158 mieszkańców.